# Raquel Giscafré
Raquel Giscafré (15 maggio 1949) è un'ex tennista argentina.

## Carriera
In carriera ha vinto un titolo in singolare, il WTA Argentine Open nel 1974, e due titoli di doppio, il WTA German Open nel 1974 e lo Swedish Open nel 1977. Nei tornei del Grande Slam ha ottenuto il suo miglior risultato raggiungendo le semifinali nel singolare all'Open di Francia nel 1974, di doppio sempre all'Open di Francia nel 1974 e nel 1977, e agli US Open nel 1977, e di doppio misto agli US Open nel 1974.
In Fed Cup ha disputato un totale di 33 partite, ottenendo 18 vittorie e 15 sconfitte.

## Statistiche

### Singolare

#### Vittorie (1)
| Numero | Anno             | Torneo                           | Superficie | Avversaria in finale | Punteggio     |
| 1.     | 24 novembre 1974 | WTA Argentine Open, Buenos Aires |            | Beatriz Araujo       | 7-5, 1-6, 6-2 |

### Doppio

#### Vittorie (2)
| Numero | Anno           | Torneo                   | Superficie  | Compagna        | Avversarie in finale                | Punteggio |
| 1.     | 26 maggio 1974 | WTA German Open, Amburgo | Terra rossa | Helga Hösl      | Martina Navrátilová Renáta Tomanová | 6-3, 6-2  |
| 2.     | 10 luglio 1977 | Swedish Open, Båstad     |             | Cynthia Doerner | Helena Anliot Florența Mihai        | 6-2, 7-5  |

### Doppio

#### Finali perse (5)
| Numero | Anno             | Torneo                                         | Superficie | Compagna                       | Avversarie in finale            | Punteggio     |
| 1.     | 13 giugno 1971   | Nottingham John Player Round Robin, Nottingham |            | Ana María Arias-Pinto Bravo    | Françoise Dürr Julie Heldman    | 0-6, 3-6      |
| 2.     | 10 novembre 1974 | Edinburgh Cup, Edimburgo                       |            | María-Isabel Fernández de Soto | Mima Jaušovec Virginia Ruzici   | 4-6, 6-4, 4-6 |
| 3.     | 24 novembre 1974 | WTA Argentine Open, Buenos Aires               |            | Beatriz Araujo                 | Katja Ebbinghaus Helga Masthoff | 0-6, 1-6      |
| 4.     | 13 luglio 1975   | Swedish Open, Båstad                           |            | Fiorella Bonicelli             | Janet Newberry Pam Teeguarden   | 3-6, 3-6      |
| 5.     | 20 luglio 1975   | WTA Austrian Open, Kitzbühel                   |            | Fiorella Bonicelli             | Sue Barker Pam Teeguarden       | 4-6, 3-6      |